# Canoa/kayak ai Giochi della XXII Olimpiade
Le gare di canoa/kayak ai Giochi della XXII Olimpiade si sono svolte dal 30 luglio al 2 agosto nel Krylatskoe Canoeing and Rowing Basin nel complesso sportivo di Krylatskoe. Il programma prevede 9 gare maschili e 2 femminili.

## Podi

### Uomini
| Evento                   | Oro                                                                                    | Perform. | Argento                                                  | Perform. | Bronzo                                                                | Perform. |
| Velocità                 |                                                                                        |          |                                                          |          |                                                                       |          |
| K1 500 metri (dettagli)  | Uladzimir Parfjanovič                                                                  | 1'43"43  | John Sumegi                                              | 1'44"12  | Vasile Dîba                                                           | 1'44"90  |
| K1 1000 metri (dettagli) | Rüdiger Helm                                                                           | 3'48"77  | Alain Lebas                                              | 3'50"20  | Ion Bîrlădeanu                                                        | 3'50"49  |
| K2 500 metri (dettagli)  | Unione Sovietica Uladzimir Parfjanovič Sergei Chukhrai                                 | 1'32"38  | Spagna Herminio Menendez Guillermo Del Riego             | 1'33"65  | Germania Est Rüdiger Helm Bernd Olbricht                              | 1'34"00  |
| K2 1000 metri (dettagli) | Unione Sovietica Uladzimir Parfjanovič Sergei Chukhrai                                 | 3'26"72  | Ungheria István Szabó István Joós                        | 3'28"49  | Spagna Luis Ramos-Misione Herminio Menendez                           | 3'28"66  |
| K4 1000 metri (dettagli) | Germania Est Rüdiger Helm Bernd Olbricht Harald Marg Bernd Duvigneau Volodymyr Morozov | 3'13"76" | Romania Mihai Zafiu Vasile Dîba Ion Geantă Nicusor Esanu | 3'15"75  | Bulgaria Borislav Borissov Bojidar Milenkov Lazar Khristov Ivan Manev | 3'15"46  |
| C1 500 metri (dettagli)  | Sergei Postrekhin                                                                      | 1'53"37  | Lubomir Lubenov                                          | 1'53"49  | Olaf Heukrodt                                                         | 1'54"38  |
| C1 1000 metri (dettagli) | Lubomir Lubenov                                                                        | 4'12"38  | Sergei Postrekhin                                        | 4'13"53  | Eckhard Leue                                                          | 4'15"02  |
| C2 500 metri (dettagli)  | Unione Sovietica László Foltán István Vaskuti                                          | 1'43"39  | Polonia Ivan Patzaichin Petre Capusta                    | 1'44"12  | Ungheria Borislav Ananiev Nikolai Ilkov                               | 1'44"83  |
| C2 1000 metri (dettagli) | Romania Ivan Patzaichin Toma Simionov                                                  | 3'47"65  | Germania Est Olaf Heukrodt Uwe Madeja                    | 3'49"93  | Unione Sovietica Vasily Yurchenko Yuri Lobanov                        | 3'51"28  |

### Donne
| Evento                  | Oro                                        | Perform. | Argento                                          | Perform. | Bronzo                             | Perform. |
| Velocità                |                                            |          |                                                  |          |                                    |          |
| K1 500 metri (dettagli) | Birgit Fischer                             | 1'57"96  | Vanja Gesheva                                    | 1'59"48  | Antonina Melnikova                 | 1'59"66  |
| K2 500 metri (dettagli) | Germania Est Carsta Genäuß Martina Bischof | 1'43"88  | Unione Sovietica Galina Alexeyeva Nina Trofimova | 1'46"91  | Ungheria Éva Rakusz Mária Zakariás | 1'47"95  |

## Medagliere
| Posizione | Paese            | Oro | Argento | Bronzo | Totale |
| --------- | ---------------- | --- | ------- | ------ | ------ |
| 1         | Unione Sovietica | 4   | 2       | 2      | 8      |
| 2         | Germania Est     | 4   | 1       | 3      | 8      |
| 3         | Bulgaria         | 1   | 2       | 2      | 5      |
| 3         | Romania          | 1   | 2       | 2      | 5      |
| 5         | Ungheria         | 1   | 1       | 1      | 3      |
| 6         | Spagna           | 0   | 1       | 1      | 2      |
| 7         | Francia          | 0   | 1       | 0      | 1      |
| 7         | Australia        | 0   | 1       | 0      | 1      |
| Totale    | Totale           | 11  | 11      | 11     | 33     |